# Rupert Murdoch
Rupert Murdoch (Melbourne, 11. ožujka 1931.) australsko-američki je medijski magnat. Izgradnjom News Corp. stvorio je jedan od najvećih svjetskih medijskih koncerna koji ima oko 800 tvrtki u više od 50 zemalja. News Corp. se bavi proizvodnjom filmova za televiziju i kino, upravljanjem televizijskim postajama, izdavanjem novina i ilustriranjem časopisa i knjiga, itd. Murdochova poduzetnička strategija je težnja prema globalizaciji i pokrivanju svih tržišta koja obećavaju dobit.

## Životopis
Murdoch 1952. godine od oca nasljeđuje 2 novine. 1958. se ukljućuje u televizijski posao. Tijekom šesdesetih godina ulagao je u Veliku Britaniju, Hong Kong i Novi Zeland. U Velikoj Britaniji Murdoch kupuje popularne tabloide Sunday, The News of the World i The Sun.
U ranim sedamdesetima kupuje prve novine u SAD-u. Ubrzo dobiva američko državljanstvo, te ulazi na američko televizijsko tržište. Kupuje televizijski lanac Metromedia i započinje izgradnju televizijske mreže FOX.
1990. osniva STAR TV u Hong Kongu, koja postaje vodeća satelitska tv postaja od preko 50 kanala, koja dopire do više od 300 milijuna gledatelja širom Azije. 2005. Murdoch kupuje Intermix Media, vlasnika popularne društvene mreže My Space.

## Afera s prisluškivanjem
News of the World iz grupe medijskog magnata Ruperta Murdocha ugašen je 2011., kada je otkriveno da su novinari tog tabloida kršili zakon prisluškujući govornu poštu 4000 ljudi, poznatih osoba, političara i žrtava zločina poput 13-godišnje djevojčice Milly Dowler, otete 2002. i pronađene mrtve. Prisluškivanjem njezine govorne pošte novinari su naveli policiju na pogrešan trag i otežali istragu. 
Afera je razotkrila da su novinari kupovali podatke od policije, zbog čega su ostavke podnijeli šef policije i njegov pomoćnik. Neki su policajci uhićeni kao i bivši savjetnik za medije premijera Davida Camerona, a novinar koji je prvi progovorio o skandalu pronađen je mrtav.